# Persone di nome Marcus/Calciatori
| Questa pagina contiene informazioni ricavate automaticamente dalle voci biografiche con l'ausilio del template Bio e di un bot. L'aggiornamento è periodico e automatico e ricostruisce completamente la pagina. Se manca una persona in questa lista, sei pregato di non aggiungerla, ma accertati piuttosto che la sua voce biografica contenga il template Bio e che i dati anagrafici siano correttamente compilati. Se il template Bio manca, inseriscilo tu stesso o, in alternativa, metti l'avviso {{tmp\|Bio}} che ne segnala la mancanza. Se i dati riportati sono sbagliati, correggi direttamente la voce biografica; le modifiche saranno visibili in questa lista entro pochi giorni. Per chiarimenti vedi il progetto antroponimi. La lista contiene solo le 59 persone che sono citate nell'enciclopedia e per le quali è stato implementato correttamente il template Bio. Pagina aggiornata al 22 lug 2025. |

Questa è una lista di persone presenti nell'enciclopedia che hanno il nome Marcus e sono calciatori.

## A(3)
- Marcus Alimonti, calciatore samoano (Bankstown, n. 1997)
- Marcus Andreasson, ex calciatore svedese (Buchanan, n. 1978)
- Marcus Astvald, calciatore svedese (Örebro, n. 1990)

## B(8)
- Marcus Baggesen, calciatore danese (Hjørring, n. 2003)
- Marcus Bakke, calciatore norvegese (Bærum, n. 1981)
- Marcus Bent, ex calciatore inglese (Londra, n. 1978)
- Marcus Berg, ex calciatore e allenatore di calcio svedese (Torsby, n. 1986)
- Marcus Bergholtz, calciatore svedese (Örkelljunga, n. 1989)
- Marcus Bettinelli, calciatore inglese (Camberwell, n. 1992)
- Marcus Bundgaard, calciatore danese (Brønderslev, n. 2001)
- Marcus Meloni, calciatore brasiliano (San Paolo, n. 2000)

## C(1)
- Marcus Coco, calciatore francese (Les Abymes, n. 1996)

## D(5)
- Marcus Dahlin, ex calciatore svedese (Grästorp, n. 1982)
- Marcus Danielson, calciatore svedese (Eskilstuna, n. 1989)
- Marcus Degerlund, calciatore svedese (Västerås, n. 1998)
- Marcus Diniz, calciatore brasiliano (Vitória, n. 1987)
- Marcus Vinicius, ex calciatore brasiliano (Belford Roxo, n. 1984)

## E(1)
- Marcus Edwards, calciatore inglese (Londra, n. 1998)

## F(3)
- Marcus Falk-Olander, ex calciatore svedese (Ödeshög, n. 1987)
- Marcus Forss, calciatore finlandese (Turku, n. 1999)
- Marcus Fraser, calciatore scozzese (Glasgow, n. 1994)

## G(1)
- Marcus Gayle, ex calciatore giamaicano (Londra, n. 1970)

## H(3)
- Marcus Haber, calciatore canadese (Vancouver, n. 1989)
- Marcus Hahnemann, ex calciatore statunitense (Seattle, n. 1972)
- Marcus Holmgren Pedersen, calciatore norvegese (Hammerfest, n. 2000)

## I(1)
- Marcus Ingvartsen, calciatore danese (Farum, n. 1996)

## J(3)
- Marcus Lopez, calciatore statunitense (Barrigada, n. 1992)
- Marcus Joseph, calciatore trinidadiano (Point Fortin, n. 1991)
- Marcus Julien, calciatore grenadino (n. 1986)

## K(2)
- Marcus Kane, calciatore nordirlandese (Belfast, n. 1991)
- Marcus Mathisen, calciatore danese (Albertslund, n. 1996)

## L(2)
- Marcus Linday, calciatore svedese (Södertälje, n. 2003)
- Marcus Lindberg, calciatore danese (n. 2000)

## M(6)
- Marcus Harness, calciatore inglese (Coventry, n. 1996)
- Marcus Macauley, calciatore liberiano (Monrovia, n. 1991)
- Marcus Maier, calciatore austriaco (Vienna, n. 1995)
- Marcus Marin, ex calciatore tedesco (Amburgo, n. 1966)
- Marcus Mølvadgaard, calciatore danese (n. 1999)
- Marcus Tulio Tanaka, ex calciatore brasiliano (San Paolo, n. 1981)

## N(2)
- Marcus Nilsson, ex calciatore svedese (Helsingborg, n. 1988)
- Marcus Mokaké, ex calciatore camerunese (Limbe, n. 1981)

## O(1)
- Marcus Olsson, calciatore svedese (Gävle, n. 1988)

## P(4)
- Marcus Godinho, calciatore canadese (Toronto, n. 1997)
- Marcus Pedersen, calciatore norvegese (Hamar, n. 1990)
- Marcus Phillips, ex calciatore inglese (Trowbridge, n. 1973)
- Marcus Pode, calciatore svedese (Malmö, n. 1986)

## R(3)
- Marcus Rafferty, calciatore svedese (Stoccolma, n. 2004)
- Marcus Rashford, calciatore inglese (Manchester, n. 1997)
- Marcus Rohdén, calciatore svedese (Värnamo, n. 1991)

## S(2)
- Marcus Sahlman, ex calciatore svedese (Umeå, n. 1985)
- Marcus Hannesbo, calciatore danese (n. 2002)

## T(4)
- Marcus Tavernier, calciatore inglese (Leeds, n. 1999)
- Marcus Thuram, calciatore francese (Parma, n. 1997)
- Marc Tierney, ex calciatore inglese (Prestwich, n. 1985)
- Marcus Tudgay, calciatore inglese (Shoreham-by-Sea, n. 1983)

## V(1)
- Marquinhos Carioca, ex calciatore brasiliano (Rio de Janeiro, n. 1992)

## W(2)
- Wendel, calciatore brasiliano (Duque de Caxias, n. 1997)
- Marcus Williams, ex calciatore inglese (Doncaster, n. 1986)

## Z(1)
- Marcus Ziegler, ex calciatore tedesco (n. 1973)